# Hexacladia smithii
Hexacladia smithii är en stekelart som beskrevs av William Harris Ashmead 1891. Hexacladia smithii ingår i släktet Hexacladia och familjen sköldlussteklar. Inga underarter finns listade i Catalogue of Life.